# Liste der denkmalgeschützten Objekte in Langenwang
Die Liste der denkmalgeschützten Objekte in Langenwang enthält die 6 denkmalgeschützten, unbeweglichen Objekte der Gemeinde Langenwang im steirischen Bezirk Bruck-Mürzzuschlag.

## Denkmäler
| Foto |                 | Denkmal                                                       | Standort                                   | Beschreibung | Metadaten |
| ---- | --------------- | ------------------------------------------------------------- | ------------------------------------------ | --- | --- |
| ja   | Datei hochladen | Hauptschule, Mittelschule HERIS-ID: 13452 Objekt-ID: 9642     | Hochschloßstraße 1 Standort KG: Langenwang | | BDA-Hist.: Q38178898 Status: § 2a Stand der BDA-Liste: 2025-06-30 Name: Hauptschule, Mittelschule GstNr.: .168                                                 |
| ja   | Datei hochladen | Kath. Pfarrkirche hl. Andreas HERIS-ID: 13446 Objekt-ID: 9636 | Kirchengasse 1 Standort KG: Langenwang     | Die katholische Pfarrkirche ist ein aus zwei Perioden stammender gotischer Bau. Der niedrige einjochige Chor stammt aus dem 14. Jahrhundert. Die breite dreischiffige Halle des Langhauses überragt den Chor deutlich und entstand knapp vor 1500. Der gotische Turm ist in das nördliche Seitenschiff eingestellt. Im Inneren der Kirche stehen ein spätgotischer Flügelaltar sowie der Hochaltar von 1747. | BDA-Hist.: Q38178682 Status: § 2a Stand der BDA-Liste: 2025-06-30 Name: Kath. Pfarrkirche hl. Andreas GstNr.: .24/1 Kath. Pfarrkirche hl. Andreas (Langenwang) |
| ja   | Datei hochladen | Pfarrhof HERIS-ID: 13447 Objekt-ID: 9637                      | Kirchengasse 16 Standort KG: Langenwang    | | BDA-Hist.: Q38178717 Status: § 2a Stand der BDA-Liste: 2025-06-30 Name: Pfarrhof GstNr.: .20/1                                                                 |
| ja   | Datei hochladen | Ehem. Gasthaus Siglhof HERIS-ID: 13448 Objekt-ID: 9638        | Wiener Straße 1 Standort KG: Langenwang    | | BDA-Hist.: Q38178767 Status: § 2a Stand der BDA-Liste: 2025-06-30 Name: Ehem. Gasthaus Siglhof GstNr.: .348                                                    |
| ja   | Datei hochladen | Kilometer-/Meilenstein HERIS-ID: 13449 Objekt-ID: 9639        | Wiener Straße 1 Standort KG: Langenwang    | Der Postmeilenstein aus den 1830ern zeigt die Entfernung nach Wien, Graz und Triest an. | BDA-Hist.: Q38178797 Status: § 2a Stand der BDA-Liste: 2025-06-30 Name: Kilometer-/Meilenstein GstNr.: .348 Ganzmeilensäule, Langenwang                        |
| ja   | Datei hochladen | Rathaus HERIS-ID: 13450 Objekt-ID: 9640                       | Wiener Straße 2 Standort KG: Langenwang    | Das Rathaus stammt aus dem Jahr 1928 von Rudolf Hofer. Zum diagonal zum Straßenverlauf liegenden Eingang führt eine Vorhalle mit Spitzbogen, deren Oberseite eine Terrasse bildet. Oberhalb des Eingangs befindet sich ein eingebundener Glockenturm, die von zwei Statuen flankiert wird, Bauer und Industriearbeiter von Hans Mauracher.                                                                   | BDA-Hist.: Q38178838 Status: § 2a Stand der BDA-Liste: 2025-06-30 Name: Rathaus GstNr.: .136                                                                   |